# The Rose of California
The Rose of California è un cortometraggio muto del 1912 scritto e diretto da Francis J. Grandon.

## Produzione
Il film fu prodotto da Carl Laemmle  per l'Independent Moving Pictures Co. of America (IMP).

## Distribuzione
Distribuito dall'Universal Film Manufacturing Company, il film uscì nelle sale cinematografiche statunitensi il 29 febbraio 1912.